# Ifoghas
Pour les articles homonymes, voir Ifoghas (homonymie).
Les Ifoghas (variantes : Ifughas, Ifoughas, Iforas , « Ifuraces » ; sing. Afaghis) sont un ensemble de cinq tribus touarègue maraboutique historiques, revendiquant un ancêtre commun : Mohamed El Makhtar Aïtta. Très influentes au Mali et au Niger, elles sont à l'origine de la première rébellion touareg post-coloniale dans la région de Kidal en 1962-1963. 
Ils sont établis au Mali, dans la région de Kidal dans les daïra de Tinzaouatin (Wilaya de Tamanrasset) et Timiaouin (Wilaya d'Adrar), dans l'Adrar des Ifoghas de part et d'autre de la frontière algéro-malienne, au Gourma dans les régions de Tombouctou/Gao, dans l'Azawagh, en Algérie, au Niger dans la vallée de Tidene, au Burkina Faso dans l'Oudalan.
Ce sont essentiellement des pasteurs nomades à cheval, répartis sur les cinq pays où résident des Touareg. Il s'agit d'une des tribus touarègue les plus répartie au Sahel/Sahara avec les Imghads avec qui ils partagent beaucoup de points communs.  

## Fractions Ifoghas
Les tribus Ifoghas vivant dans l'adrar des Ifoghas :
- les Kel Afella (« ceux du nord »), tribu de l'amenokal de l'Adagh qui détiennent l'ettebel et la chefferie suprême ou les Ifoghas à proprement parler, aussi appelé Kel Tabankort dans le cercle de Tin-essako, leur fief
- les Iriyaken;
- les Kel Taghlit ;
- les Kel Ouzzeyn ;
- les Ifergoumessen.

## Personnalités Ifoghas

### Politiques et militaires
- Mano Dayak
- Intalla Ag Attaher, amenokal (chef traditionnel) de la tribu Ifoghas (décédé).
- Mohamed Ag Intalla, député de Kidal à l'assemblée nationale du Mali, fils du précédent.
- Alghabass Ag Intalla, également fils de l'amenokal des Ifoghas
- Iyad Ag Ghali, rebelle touareg devenu chef d'un groupe jihadiste et également le malien le plus influent en 2018 selon Jeune Afrique
- Ibrahim Ag Bahanga, rebelle touareg ifergoumissen décédé en 2011*
- Hassan Ag Fagaga, rebelle touareg ifergoumissen
- Waissan Almoustapha, Chef de groupement des Ifoghas du Niger.
- Acharif Mohamed Mokhtar, ancien vice-président du MNJ, décédé en 2008
- Mohamed Akotey, ancien chef rebelle

- Aghali Ag Ihya{Ghallal } :  combattant à la guerre du Liban , au Tchad et  puis commandant du FLAA en 1990 au Nord du Niger.

### Artistiques
- Mohamed ag Itlal dit Japonais membre fondateur de Tinariwen
- Toulou Kiki actrice du film Tin buktu et membre du groupe Kel Assouf
- Anana Harouna  Kel Assouf